# Jadwiga Sosnkowska
Jadwiga Sosnkowska, z domu Żukowska (ur. 13 lutego?/26 lutego 1901 w Petersburgu, zm. 11 stycznia 1993 w Warszawie) – polska działaczka społeczna, żona generała Kazimierza Sosnkowskiego.

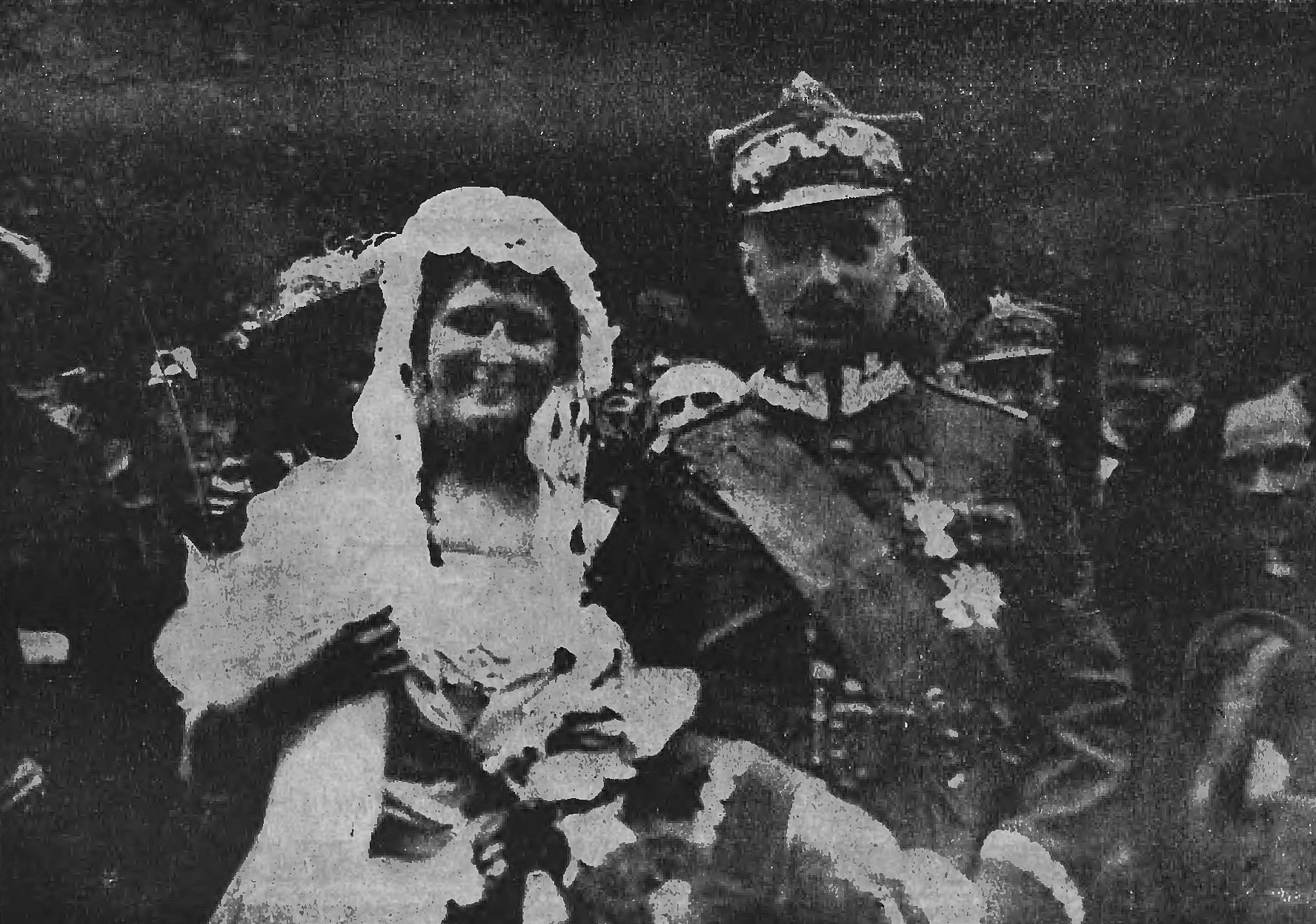
Jadwiga Żukowska i Kazimierz Sosnkowski wychodzą z kościoła po ślubie 30 kwietnia 1921

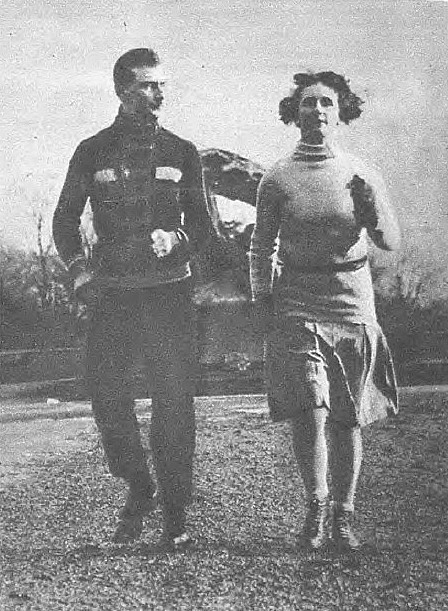
Stefan Szelestowski i Jadwiga Sosnkowska podczas treningu lekkoatletycznego (1928)

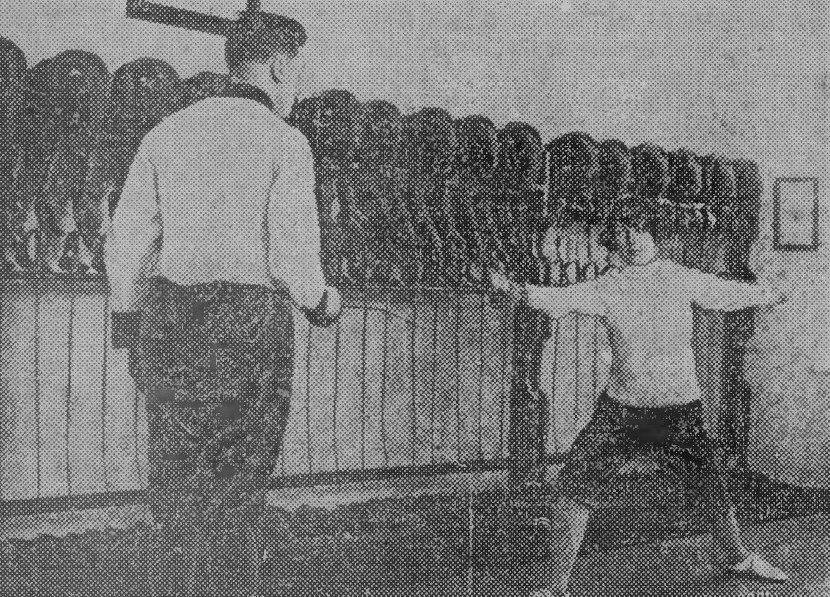
Sierżant Hoff i Jadwiga Sosnkowska podczas treningu szermierczego (1928)

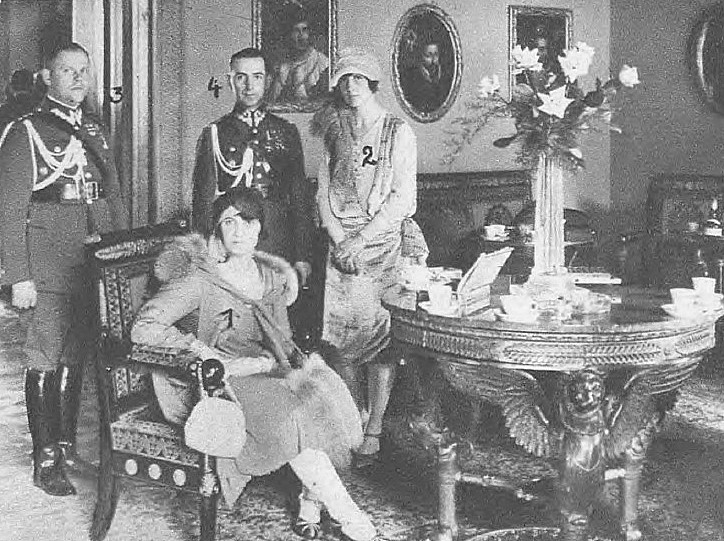
Raut u prezydenta RP wiosną 1928. Na zdjęciu: siostra królowej Afganistanu (1), Jadwiga Sosnkowska (2), kpt. Leonard Matuszewski (3), płk SG Wojciech Fyda (4)

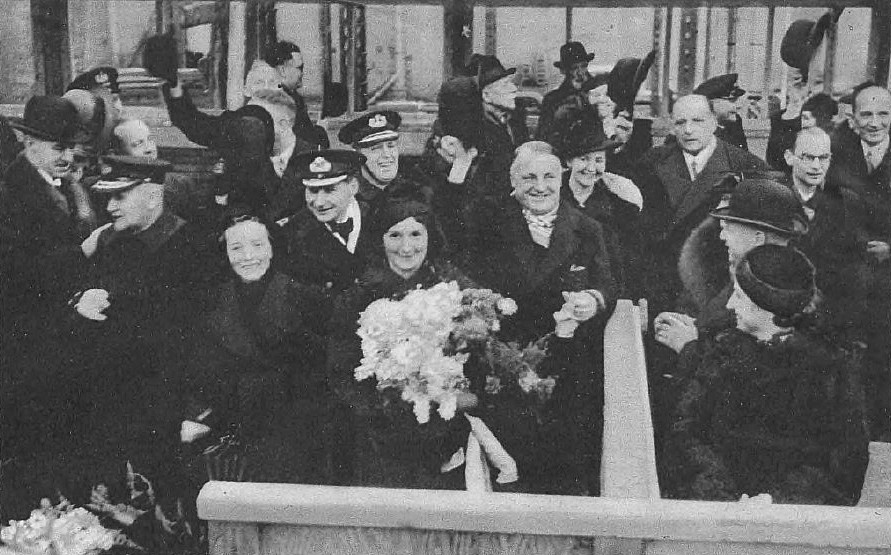
Osobistości podczas wodowania ORP Orzeł 15 stycznia 1938 we Vlissingen. Z kwiatami matka chrzestna Jadwiga Sosnkowska. Obok m.in. Wacław Babiński, Stanisław Kwaśniewski, Jerzy Świrski

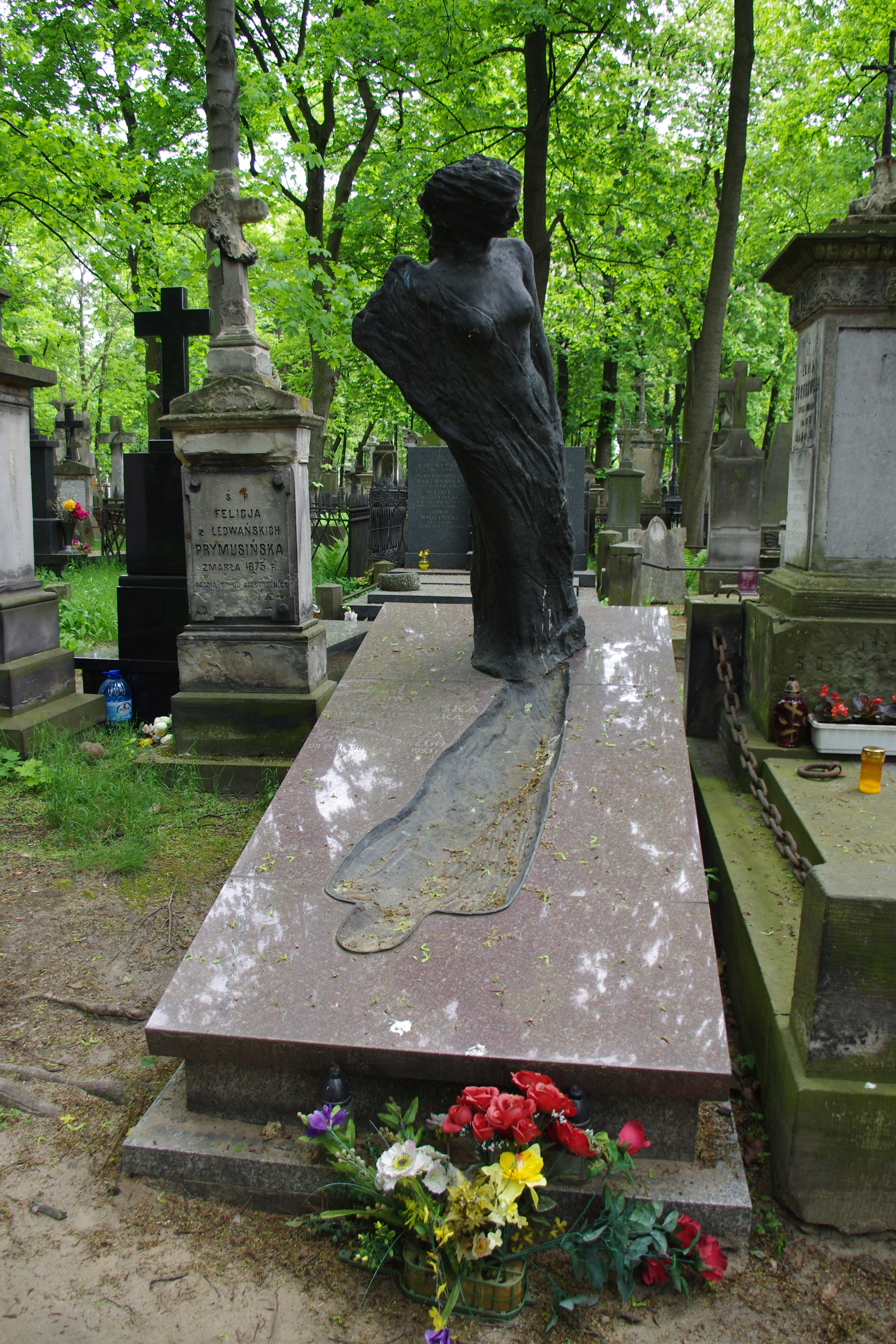
Nagrobek Jadwigi Sosnkowskiej na warszawskich Powązkach

## Życiorys
Urodziła się 26 lutego 1901 w Petersburgu jako córka Władysława Żukowskiego (1868–1916, matematyk, przemysłowiec, poseł do rosyjskiej Dumy) i Jadwigi z domu Jałowieckiej (1875–1951). Poprzez babki z linii matek była spokrewniona z Józefem Piłsudskim (poznała go osobiście po jego ucieczce z więzienia w 1901, gdy przez dwa dni przechowywali go jej rodzice). W mieście urodzenia przebywała do kresu I wojny światowej. W międzyczasie ukończyła domowe kształcenie w zakresie szkoły podstawowej według programu sióstr urszulanek w Krakowie, gdzie dojeżdżała co roku na egzaminy. Na początku listopada 1918 przybyła na ziemie polskie.

### II Rzeczpospolita
W 1919 poznała generała Kazimierza Sosnkowskiego (1885–1969), którego poślubiła 30 kwietnia 1921 w katedrze Św. Jana na Starym Mieście w Warszawie (z racji nieobecności zmarłego ojca rolę wydającego ją za mąż objął Józef Piłsudski, prowadzący pannę młodę do ołtarza, gdzie sakramentu parze udzielił ksiądz kardynał Aleksander Kakowski przewodniczący uroczystości w otoczeniu czterech biskupów). Podczas wojny polsko-bolszewickiej zgłosiła się jako ochotniczka do szpitala przy ul. Smolnej w Warszawie i tam pracowała.
Niespełna miesiąca po ślubie, 24 maja 1921 młoda para została wybrana do władz naczelnych Towarzystwa Gniazd Sierocych: Kazimierz został prezesem, a Jadwiga wiceprezesem. W latach II Rzeczypospolitej rodzina zamieszkiwała w Warszawie, Poznaniu i ponownie w stolicy. W małżeństwie z gen. K. Sosnkowskim Jadwiga urodziła pięciu synów:
- Aleksandra (ur. 6 marca 1922) – żołnierz, uczestnik kampanii wrześniowej, marynarz ORP Błyskawica, następnie inżyniera lotnictwa zamieszkałego w USA (jego ojcem chrzestnym w 1929 był Józef Piłsudski)[8],
- Jana (ur. 20 marca 1924) – w 1940 szkolący się na obserwatora, żołnierz Polskich Sił Powietrznych w Wielkiej Brytanii, następnie zatrudniony w liniach lotniczych Air Canada,
- Zygmunta Antoniego (ur. 20 kwietnia 1929) – pułkownik armii kanadyjskiej,
- Mieczysława Józefa (ur. 5 lutego 1932) – pilot-oblatywacz,
- Piotra (ur. 6 kwietnia 1934) – zamieszkały we Francji, prezes honorowy firmy Rémy Cointreau w Paryżu[9][1].

Zajmowała się domem i towarzyszyła mężowi. W latach 20. była znana jako działaczka na polu wychowania dzieci. Była opiekunką drużyny harcerskiej w Porażynie. Znała kilka języków. Uprawiała jeździectwo, amatorsko lekkoatletykę i gimnastykę oraz poznała pilotaż. Na początku 1928 ogłoszono, że przystąpiła do sekcji lekkoatletycznej Polonii Warszawa, trenując pod okiem Stefana Szelestowskiego i zamierzała specjalizować się w biegach krótkich oraz przez płotki. W lutym tego roku trenowała szermierkę z sierżantem Hoffem, a w kwietniu tego samego roku zgłosiła się do kobiecych mistrzostw Warszawy w szermierce. Z uwagi na funkcje sprawowane przez męża i swoją znajomość języków obcych pełniła funkcje protokolarne podczas wizyt głów państw w Polsce. Było tak np. podczas odwiedzin króla Rumunii Ferdynanda I i jego żony Marii w 1923. W trakcie wizyty w Polsce króla Afganistanu Amanullaha Chana na przełomie kwietnia i maja 1928 została przydzielona do boku królowej Sorayi Tarzi.
Po próbie samobójczej męża w obliczu wybuchu zamachu majowego w 1926 pod koniec tego roku cała rodzina osiadła w Warszawie i odtąd zamieszkiwała w skrzydle gmachu (później mieszczącego Urząd Rady Ministrów) aż do 1939. W czerwcu 1936 J. Sosnkowska odniosła niegroźne obrażenia w katastrofie kolejowej w Gułtowach.
15 stycznia 1938 w holenderskim Vlissingen została matką chrzestną okrętu podwodnego ORP Orzeł podczas jego wodowania (przecięła wówczas toporkiem linę). 27 stycznia 1938 została udekorowana przez biskupa polowego Józefa Gawlinę papieskim orderem Pro Ecclesia et Pontifice za zasługi przy stworzeniu kaplicy w Korpusie Kadetów we Lwowie i za opiekę nad nią.

### II wojna światowa
25 lub 31 sierpnia 1939 jako siostra rezerwowa Polskiego Czerwonego Krzyża zgłosiła się do Szpitala Ujazdowskiego w Warszawie i tam po wybuchu II wojny światowej pełniła służbę jako pielęgniarka na oddziale VI w trakcie obrony stolicy (trafiali tam najciężej ranni, przeprowadzano amputacje; wraz z nią pracowała tam Halina Auderska) i następnie do 31 marca 1940. Wówczas zamieszkiwała na terenie tego szpitala początkowo nie znając losów męża i dzieci, przebywających już we Francji. Później, wobec zagrożenia dalszym przebywaniem w okupowanym kraju zorganizowano jej wyjazd, podczas którego dysponujący sfabrykowane dokuenty tożsamości miała opuścić Polskę jako szósta żona Samsona Mikicińskiego. Na początku 1940 podróżowała wraz z nim oraz inną kobietą wpierw samochodem do Krakowa i Wrocławia, następnie przez granicę do Berlina i dalej do Akwizgranu, po czym koleją do Brukseli, skąd tym samym środkiem lokomocji dotarła do Paryża 3 kwietnia łącząc się tam z mężem.
W stolicy Francji od razu włączyła się w działalność PCK, wizytując francuskie więzienia i wynajdując w nich aresztowanych Polaków w związku z brakiem dokumentów tudzież podejrzanych, aby wykorzystać ich dla sprawy polskiej. W obliczu upadku Francji z Angers udała się wraz z trzema młodszymi synami do portu Libourne, a następnie zostali ewakuowani na pokładzie krążownikiem „Arethusa” do Wielkiej Brytanii. Tam z Liverpoolu dostali się do Londynu, gdzie zamieszkali z generałem Sosnkowskim. Po trzech tygodniach statkiem MS „Batory” na zaproszenia konsula Tadeusza Brzezińskiego popłynęła do Kanady i ulokowała trzech młodszych synów u jego rodziny w Montrealu. W grudniu 1940 została przewodniczącą utworzonego Stowarzyszenia Uchodźczyń Polskich w Kanadzie. Po około 6 tygodniach wróciła do Londynu już po wybuchu bitwy o Anglię i wraz z mężem, jako wolontariusze, zgłosili się do doraźnej straży ogniowej gasząc pożary. W maju 1941 generał został ranny w jednej z takich akcji, po czym był leczony w Szkocji, skąd po pewnym czasie oboje wrócili do Londynu.
W trakcie powstania warszawskiego w 1944, jako jedna z polskich osobistości, próbowała wpłynąć na władze Wielkiej Brytanii, aby wsparły walczących Polaków.

### Powojenne losy
Jesienią 1944 kanadyjski rząd zaproponował Sosnkowskim czasowy pobyt, gwarantując im wizy dyplomatyczne i w listopadzie tego roku oboje odpłynęli z Anglii statkiem MS „Stalowa Wola” do Nowego Jorku, spędzając tam 7 dni, po czym zamieszkali w Montrealu, zostając tam na stałe. W Kanadzie nie mogli podjąć pracy zarobkowej, gdyż obowiązywał tam zakaz zatrudniania osób po przekroczeniu 40. roku życia. Na przełomie 1946/1947 zakupili farmę o powierzchni 25 akrów w osadzie Arundel nad jeziorem Bevan Lake ok. 115 km na północny zachód od Montrealu, gdzie znajdowały się łąki oraz dwa kilkudziesięcioletnie domy ze stodołą. Samodzielnie wyremontowali oba budynki i nabyli zwierzęta gospodarskie: Jadwiga hodowała 2 krowy i około 60 kur, a Kazimierz 12 świń. Później utrzymywali się z wynajmowania pokoi turystom.
W trakcie długotrwałej choroby męża opiekowała się nim. Zgodnie z jego testamentem, spisanym w Montrealu 8 grudnia 1967, została uczyniona jedyną wykonawczynią jego ostatniej woli, w której zlecił jej kremację zwłok i przeniesienie urny do grobu rodzinnego w Polsce – to samo dotyczyło pamiątek i archiwów. Generał zmarł w 1969, a po jego śmierci Jadwiga zamieszkała w Hiszpanii. Poza sprawowaniem pieczy nad jego spuścizną sama prowadziła poszukiwania archiwalne. Dysponowała sporą wiedzą na tematy życiorysu męża i wydarzeń z historii Polski. 7 grudnia 1984 przekazała na ręce dyrektora Muzeum Wojska Polskiego w Warszawie, płk. dr. hab. Witolda Wincentego Lisowskiego, mundury wyjściowe, odznaczenia i dokumenty swojego męża. W tym samym roku Instytut Józefa Piłsudskiego w Ameryce wydał oświadczenie, w którym podano, że w testamencie z 22 stycznia 1969 gen. Sosnkowski nakazał żonie i synowi Piotrowi, ażeby wszystkie jego odznaczenia, medale i pamiątki oraz archiwum oddali do Instytutu Józefa Piłsudskiego w Ameryce, wobec czego postępowanie J. Sosnkowskiej miało nosić znamiona działania sprzecznego z ostatnią wolą zmarłego.
10 listopada 1983 (po emisji ostatniego odcinka serialu Polonia Restituta na antenie TVP) oraz dwukrotnie w 1984 i w 1986 wystąpiła w programach, w których rozmowy z nią prowadził Włodzimierz T. Kowalski (np. w 1986 audycja pt. Polityka i obyczaje). Wytoczyła proces Towarzystwu Historyczno-Literackiemu w Paryżu, a w 1985 sąd oddalił jej pretensje. Otrzymała nagrodę „Specjalny Złoty Ekran” za rok 1985, przyznawaną przez tygodnik „Ekran”. Wyróżnienie odebrała 28 października 1985 w Warszawie (pierwotnie w marcu 1985 nie mogła). Cykl wywiadów z J. Sosnkowską ukazywał się na łamach tygodnika „Perspektywy”, co w 1987 skrytykował Jan Krawiec, redaktor naczelny „Dziennika Związkowego” z Chicago, mówiąc iż generałowa stała się „narzędziem propagandy komunistycznej”. Wcześniej Andrzej Pomian na falach Radia „Wolna Europa” zganił rozmowy generałowej z W.T. Kowalskim. W 1988 ukazała się książka pt. W kręgu mitów i rzeczywistości, której autorami byli Jadwiga Sosnkowska i wspomniany W. T. Kowalski.
Jadwiga Sosnkowska zmarła 11 stycznia 1993 w Warszawie. Została pochowana na Cmentarzu Powązkowskim w Warszawie.
W 2012 do ambasady RP w Madrycie zgłosili się właściciele domu, w którym przed laty mieszkała Jadwiga Sosnkowska, informując, że znajdują się tam nadal fragmenty spuścizny po generale Kazimierzu Sosnkowskim, które następnie po interwencji przekazano do Centralnego Archiwum Wojskowego.